# Grand Hotel (Nueva York)
El Grand Hotel está ubicado en 1232-1238 Broadway en la esquina de West 31st Street en el vecindario NoMad de Manhattan, Ciudad de Nueva York. Fue construido en 1868 y fue diseñado por Henry Engelbert en el estilo Segundo Imperio. Engelbert diseñó el hotel para Elias S. Higgins, un próspero fabricante y comerciante de alfombras.
En el momento en que se construyó el Grand Hotel, el área de Broadway entre Madison Square y Herald Square era el principal distrito de entretenimiento de la ciudad, repleto de teatros, restaurantes y hoteles. Los establecimientos más sórdidos de las calles laterales pronto dieron al distrito un nuevo nombre, el "Tenderloin". Cuando el distrito de los teatros se mudó de nuevo a la parte alta de la ciudad, el área se convirtió en parte del Garment District y el Grand Hotel se convirtió en un hotel residencial de precio reducido.
El edificio fue designado Monumento Histórico de la Ciudad de Nueva York en 1979, y fue agregado al Registro Nacional de Lugares Históricos en 1983.